# Нолинск
Нолинск (на руски: Нолинск) е град в Русия, административен център на Нолински район, Кировска област. Населението на града към 1 януари 2018 е 9722 души.